# Tao-kuang kínai császár
Tao Kuang (Tiltott Város, 1782. szeptember 16. – Old Summer Palace, 1850. február 25.) kínai császár 1820-tól haláláig.
Csia-csing császár fiaként született, és édesapja halála után lépett Kína császári trónjára. Mivel elődei alatt kiürült a kincstár, Tao Kuang takarékossági intézkedéseket léptetett életbe, és megpróbálta rendbe tenni a birodalom pénzügyeit. Az árvizek és éhínségek megakadályozására a császár kísérletet tett a Sárga-folyó mellett lévő töltések megerősíttetésére, azonban a korrupt hivatalnokok egyből elsikkasztották a javításokra kiutalt pénzt.
1849-re a Nagy csatorna használhatatlanná vált, így a dél-kínai rizs Pekingbe szállítását csak a kalózoktól fenyegetett tengeri útvonalon lehetett megoldani. Mivel a csatornai hajósok ezrei veszítették el munkájukat, tovább nőtt a birodalmon belül a meglévő elégedetlenség.
1838-ban Tao Kuang véget akart vetni a nyugati kereskedők irányítása alatt folyó ópiumkereskedelemnek, ez viszont kirobbantotta az első ópiumháborút (1839–1842). A háború áldozatai és a fizetendő hadisarc ismét csak az elégedetlenséget növelték a császár ellen. A problémák a tetőpontjukat az 1850-ben kirobbant tajping-felkelésben érték el, azonban a császár pontosan ekkor hunyt el.
Tao Kuang 30 évig uralkodott, és 67 éves volt halálakor. A trónon fia, Hszien-feng követte.

## Lásd még
- A Csing-dinasztia családfája

| Előző uralkodó: Csia-csing | Kínai császár 1820 – 1850 | Következő uralkodó: Hszien-feng |